# Isabella de la Cerda

Stemma De la Cerda

Isabella de la Cerda, (in spagnolo:Isabel de la Cerda y Pérez de Guzmán) (Siviglia, 1329 – 1389), fu una principessa di Castiglia.

## Biografia
Era la figlia di Luigi de la Cerda, e della sua prima moglie, Leonor Pérez de Guzmán, figlia di Alfonso Pérez de Guzmán, detto il Bueno. Suo nonno paterno era Alfonso de la Cerda, erede al trono di Castiglia ma diseredato in favore di suo zio, Sancho IV di Castiglia. Fu signora di Puerto de Santa María e principessa di Fortuna.

## Matrimoni

### Primo Matrimonio
Nel 1346 sposò Rodrigo Pérez Ponce de León. La coppia non ebbe figli.

### Secondo Matrimonio
Sposò, il 15 settembre 1370 a Siviglia, Bernal de Foix (30 aprile 1331–1391), figlio illegittimo di Gaston III, conte di Foix. Ebbero due figli:
- Gastón (1371-1404)
- Maria (?-1381)

Dopo il matrimonio, Bernal fu nominato Conte di Medinaceli. Siccome Isabella aveva una forte rivendicazione sul trono castigliano, il 25 maggio 1366 le furono concesse grandi proprietà da Enrico II di Castiglia a condizione che rinunciasse a tutte le pretese sulla Corona di Castiglia per sé e per i suoi eredi. I duchi di Medinaceli avevano estese proprietà nelle province spagnole di Soria e Guadalajara.

## Morte
Isabella morì nel 1389 e fu sepolta nel monastero di Santa María de Huerta. La contea di Medinaceli fu successivamente trasformata in un ducato da Isabella I di Castiglia.